# 't Boerderi'jken

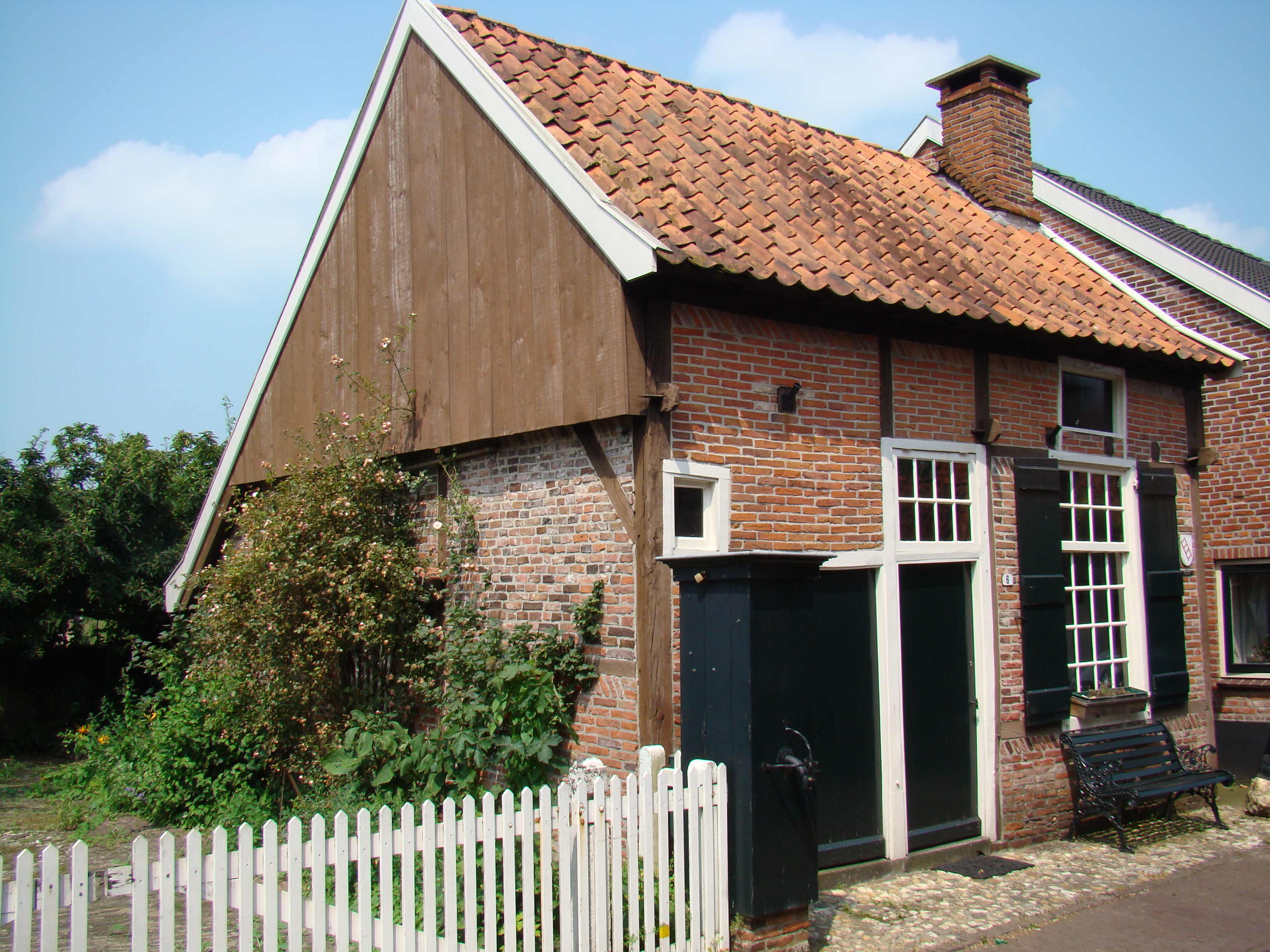
't Boerderi'jken

 't Boerderi'jken of Jansenshuusken is een 19e-eeuws stadsboerderijtje aan de Kerkstraat in Bredevoort en is tevens een Rijksmonument.

## Geschiedenis
Het huisje heeft slechts een verdieping en hooizolder, voorzien van deel, sikkenstal, en bedstee. Het stadsboerderijtje werd in 1982 geheel gerestaureerd op initiatief van het toenmalige EOC (Evenementen Organisatie Comité) en werd op 19 juni dat jaar geopend door wethouder J. Huinink. De restauratie is bijzonder inventief gebeurd waarbij moderne voorzieningen op slimme wijze werden gecamoufleerd. Bijzonder is het moderne toilet, waar een houten bekisting omheen werd gemaakt met deksel op een rond gat, waarmee het eindresultaat lijkt op een ouderwets gemak.

## Bron
- Monumenten in Nederland. Gelderland auteur: Ronald Stenvert, Chris Kolman, Sabine Broekhoven en Ben Olde Meierink: dbnl.org
- Archief Kadaster

't Boerderi'jken · Bouwhuis Wever · De Prins van Oranje · Eskes · Grote Gracht · Hozenstraat 16 · Kerkstraat 13 · Kuupershuusken · Landstraat 10 · Markt 1 · Markt 5 · Markt 7 · Misterstraat 85 · Sint Bernardus · Sint-Joriskerk · Vestingpark · 't Zand 2